# Arnoldus de Lantins
Arnoldus de Lantins (fl. 1420 - overleden vóór 2 juli 1432) was een Nederlandse polyfonist uit de late middeleeuwen en vroege renaissance. Hij is een van de weinige componisten die aspecten vertoont van zowel middeleeuwse als Renaissancestijlen. Hij was een tijdgenoot van Dufay gedurende het verblijf van die componist in Italië.
Weinig staat over zijn leven bekend, behalve een aantal gegevens met betrekking tot de periode van de jaren 1420 tot omstreeks 1430. Hij zou afkomstig zijn uit de Nederlanden. In de vroege jaren 1420 was hij allicht in dienst bij de Malatesta’s, hetzij in Rimini of Pesaro, aangezien Dufay hem vermeldde in de tekst van een rondeau dat tussen 1420 en 1424 is geschreven. Lantins was in 1428 in Venetië en in 1431 in Rome, waar hij zanger was bij de pauselijke kapel, samen met Dufay. Hij bleef er slechts zes maanden; daarna verdwijnt hij uit de geschiedenis. Rome belandde in die dagen in een crisis ten gevolge van de concilaire beweging na de dood van Paus Martinus V in februari 1431; vele muzikanten verlieten toen of kort daarop de pauselijke kapel, en Lantins zou een van hen kunnen zijn geweest.
Het staat niet vast of Arnoldus de Lantins verwant is aan Hugo de Lantins, een componist die in dezelfde periode werkte, maar aangezien hun werken vaak in dezelfde verzameling worden aangetroffen en ze uit dezelfde streek in de huidige Belgische provincie Luik afkomstig lijken te zijn, als we mogen afgaan op de achternaam, is het niet uitgesloten. Een uitgesproken stilistisch onderscheid tussen hun werken maakt duidelijk dat het in elk geval niet om één en dezelfde persoon gaat. Een samengestelde mis uit het handschrift Bologna Q15 bevat misdelen die door Arnoldus zijn geschreven, naar het zich aandient om bestaande, eerder gecomponeerde misdelen van Johannes Ciconia aan te vullen. Er zijn verschillende andere voorbeelden van componisten die delen toevoegden aan afzonderlijke misdelen die door andere componisten waren gecomponeerd, zoals Zacara da Teramo.
Arnoldus’ muziek werd hoog aangeslagen en is opgenomen in verzamelhandschriften van die tijd samen met werk van componisten als Dufay, Gilles Binchois en Johannes Ciconia. Vooral één motet, "Tota pulchra es", wordt in ruim verspreide documenten aangetroffen. Aangezien de boekdrukkunst toen nog niet bestond, wordt een ruime verspreiding van handgeschreven kopieën beschouwd als een bewijs van bekendheid en populariteit. Arnold schreef ook op z’n minst één volledige mis en verschillende afzonderlijke delen van een samengestelde mis (de overblijvende delen werden dan door Ciconia gecomponeerd, niet noodzakelijk terzelfder tijd). Ze zijn driestemmig en muzikaal vrij eenvoudig. Ze gebruiken een hoofdmotief en vermijden imitatie. De overige geestelijke muziek, zoals Mariale motetten, bevatten zwierige melodische lijnen en gebruiken imitatie.
Arnoldus schreef ook wereldlijke muziek, onder meer balladen en rondelen, alle met Franse tekst, zowel als kortere geestelijke werken. Sommige ervan verwijzen klaarblijkelijk naar specifieke evenementen of specifieke personen, waarvan er geen precies kunnen worden geïdentificeerd.